# Germanes Quintana
Germanes Quintana és un pseudònim col·lectiu emprat per diverses escriptores catalanes, que van sorgir com una rèplica als Germans Miranda, i que van publicar tres llibres entre el 1999 i el 2002. El nom «Quintana» el va inspirar el cantautor i escriptor gironí Gerard Quintana i Rodeja. En formaren part, entre d'altres, Mercè Sarrias, Montse Abbad, Eulàlia Carrillo, Carmen Abarca, Adelaida Perillós, Mercè Ubach, Gisela Pou, Jo Alexander, Care Santos, Isabel Olesti, Míriam Iscla, Isabel Núñez, Empar Moliner i Eva Piquer.

## Obres publicades
- Zel. Barcelona: Columna, 1999
- Por. Barcelona: Columna, 2000
- Llibre de família. Barcelona: Columna, 2002